# 진보양
진보양(중국어 간체자: 金博洋, 병음: Jīn Bóyáng, 1997년 10월 3일~)은 중화인민공화국의 피겨 스케이팅 선수로, 헤이룽장성 하얼빈 출신이다.

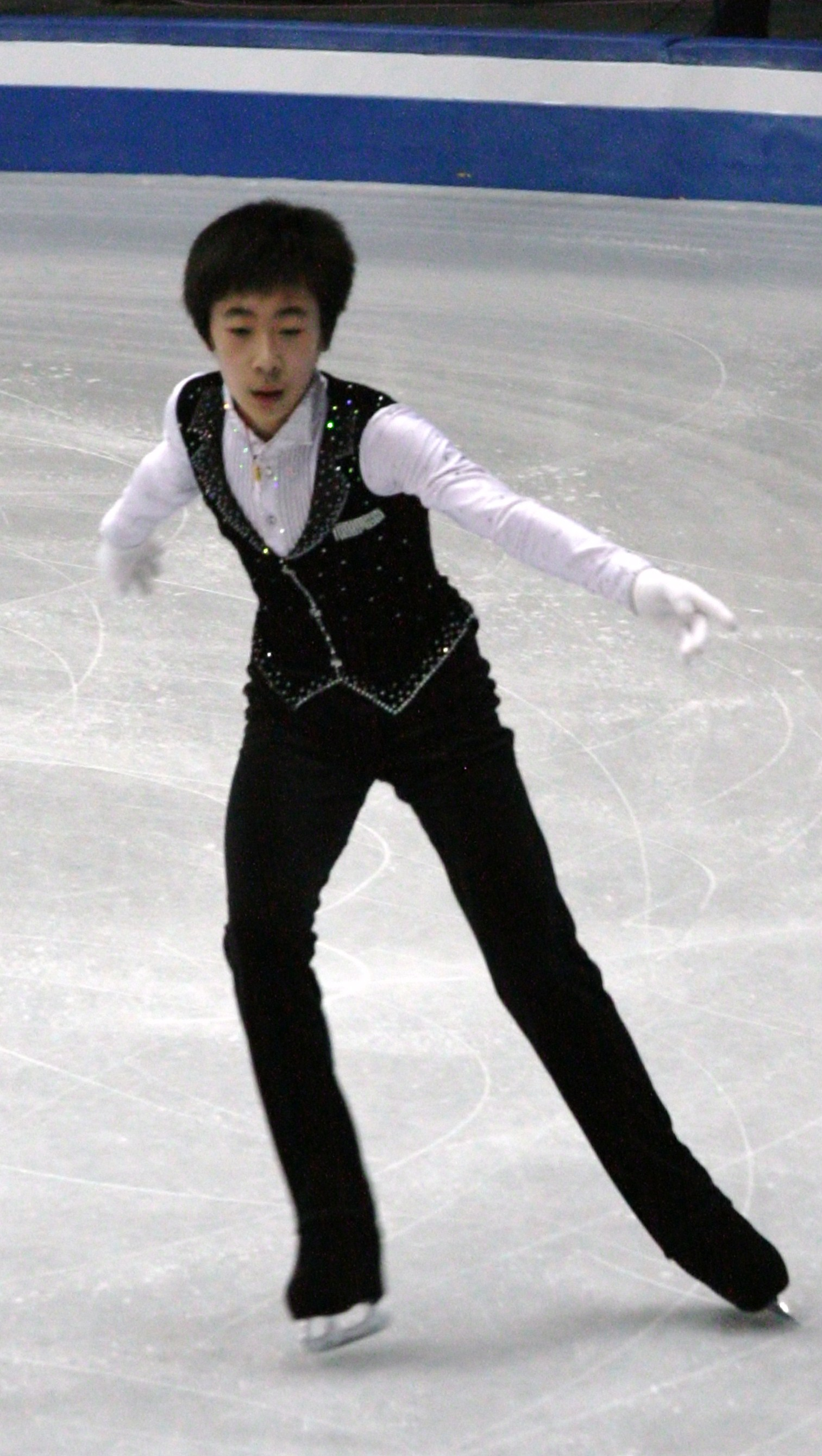